# 로쿠고촌 (아오모리현 미나미쓰가루군)
로쿠고촌(六郷村)은 아오모리현 미나미쓰가루군에 있던 촌이다. 

## 연혁
- 1889년 4월 1일 - 정촌제 시행에 의해 미나미쓰가루군 다카다테촌, 아카사카촌, 니후다치촌, 타케하나촌, 미시마촌, 가미도카가와촌, 기타나카노촌 일부과 합병되어 로쿠고촌이 성립하였다.
- 1954년 7월 1일 - 미나미쓰가루군 구로이시정, 나카고촌, 야마가타촌, 아사세이시촌과 합병, 시로 승격해 구로이시시가 되었다.